# Sewellia pterolineata
Sewellia pterolineata är en fiskart som beskrevs av Roberts, 1998. Sewellia pterolineata ingår i släktet Sewellia och familjen grönlingsfiskar. IUCN kategoriserar arten globalt som starkt hotad. Inga underarter finns listade i Catalogue of Life.